# عنصر إنتاج

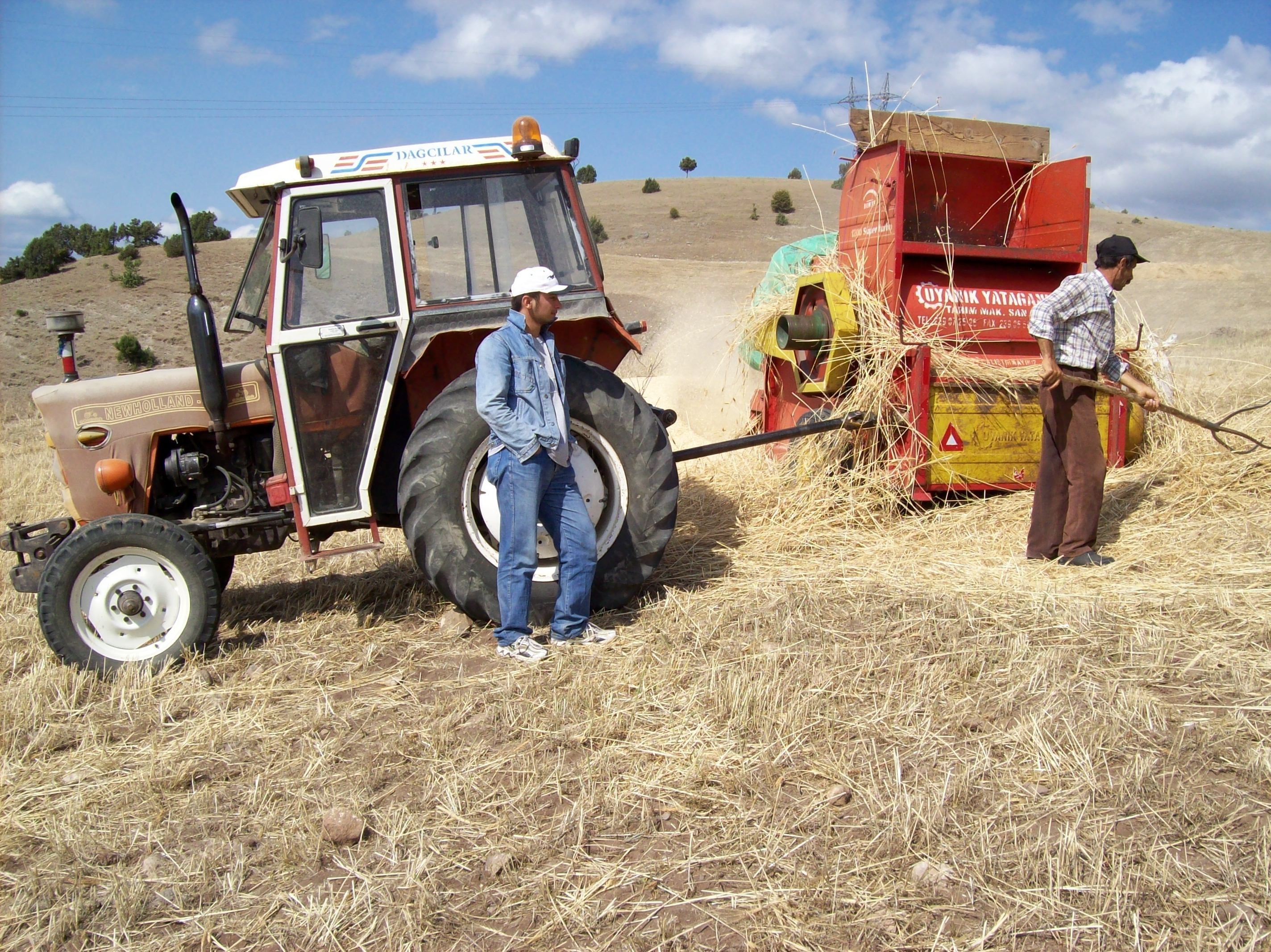

عناصر الإنتاج أو عوامل الإنتاج (بالإنجليزية: Factors of production)‏:
إن حل المشكلة الاقتصادية يتطلب إشباع الحاجات الإنسانية وهذا الإشباع لا يتم بشكل مباشر من خلال الطبيعة ولكن بإجراء تحويلات وتغييرات عليها لكى تصبح صالحة للإستخدام والإشباع، أي يجب علينا أن نقوم بالإنتاج.

## المقصود بالإنتاج
يقصد بالإنتاج القيام هو إجراء تحويلات على المواد المستعملة لأجل ظهور الناتج.
والناتج هنا هو السلع والتي قد تكون استهلاكية أو إنتاجية على حسب الاستخدام.
مثال
يتطلب إنتاج القمح القيام بما يلي:
1. وجود تربة صالحة للزراعة
2. توفير كميات مناسبة من المياه.
3. بـذر البـذور.
4. استخدام مجموعة من الأسمدة.
5. استخدام بعض الطاقات كالنفط والكهرباء لإدارة بعض الآلات.
6. تشغيل بعض الآلات كالفأس والجرار وآلات رفع المياه.
7. المجهود العضلي والذهني للفلاح.
8. مجموعة من الصغار لمساعدة الفلاح في أعمال الحقل.

كل ما سبق يتحول عن طريق الإنتاج إلى ناتـج وهـو القمح، ويمكن أن نطلق على تلك المستخدمات السابقة بعناصر الإنتـاج.
وجد الباحثون الاقتصاديون انه من الأفضل أن نقسم عناصر الإنتاج إلى ثلاث مجموعات كبيرة، وهي:
- الموارد البشرية، وتعني العمال.
- الموارد الطبيعية، وتشمل المواد الخام الأولية المستخرجة من الطبيعة.
- الموارد المصنوعة، مواد مصنعة كعامل مساعد للإنتاج.

وهذا هو التقسيم التقليدي حيث عنصر العمل والطبيعة ورأس المال، وبعض الاقتصاديون يفضل أن يقسم عناصر الإنتاج إلى عنصرين فقط هما العمل ورأس المـال.
وذلك على اعتبار أن الطبيعة تكاد أن تكون مصنوعة (أعطيت الطبيعة للإنسان في صورة غير مهذبة ويجب على الإنسان أن يبذل الجهد من أجل الحصول على المنفعة من الطبيعة فالحديد في باطن الأرض يمثل الطبيعة ومن اجل استخراجه وعلى الإنسان أن يبذل الجهد مستخدماً الآلات أي يجب أن ينتج ومن هنا نقول أن الطبيعة تكاد أن تكون مصنوعة).
ونلاحظ على التقسيم السابق أمرين:-
- الأول: إن الأقسام السابقة تضم داخلها أشياء غير متجانسة

مثل وضع المياه مع التربة مع البذور داخل عنصر واحد (الموارد الطبيعية)
- الثاني: العمل هو العنصر الإيجابي في العملية الإنتاجية

1. حيث أن الاقتصاد هو علم، والعلم لا يقوم إلا بالإنسان والإنسان هو صانع الآلات والأدوات التي هي (رأس المال)

واليك الآن التقسيم التقليدي لعناصر الإنتاج. فالعناصر الإنتاجية محدودة في الكم والنوع مقابل الحاجات الإنسانية المحدودة.

## العمل
هو الجهد الإنساني المبذول من خلال العملية الإنتاجية بقصد إنتاج السلع والخدمـات.
العمل من أهم عناصر الإنتاج حيث لا إنتاج بلا عمل، وعندما نتكلم عن العمل لا نتكلم عن عنصر عادي بل عنصر إنساني يعامل معاملة خاصة للأسباب الآتية:
1. إدارة عنصر العمل لا تتعلق بمورد عادي بل عنصر إنساني ويجب مراعاة الجانب الإنساني من حيث تحديد الأجر ووضع الضوابط لعمل الأحداث والنساء.
2. العمل يتحدد عنه اجر والذي يحدد مستوى المعيشة.

خصائص العمل
1. العمل نشاط واعٍ: فالإنسان يعي ما يعمل، علي عكس الحيوان الذي يعمل بغريزته، فالإنسان وحده هو الذي يعي الطبيعة ويستوعبها ويحولها.
2. العمل نشاط إرادي: يقوم به الإنسان عن إرادة مختارة وتقدير لموقفه من خلال أجره (الحساب الاقتصادى)، وهل يقابل ما يبذل فيه من جهد بعكس العمليات اللاإرادية من تنفس ودورة دموية…الخ
3. العمل يسبب ألم: حيث الألم هو التكلفة التي يتحملها العامل نتيجة لعمـله حيث أن العمل يتضمن نوع من القهر علي العمل بما يفرضه عليه من التزامات وأعباء بدنية وذهنية وخضوعه لنظام محدد وصارم.
4. العمل مصدر للمتعة والسعادة: رغم ما سببه العمل من ألم وقهر نري العامل سعيد بإنجاز عمـله وتحقيقه لذاتـه.
5. العمل له غاية: وهي خلق المنافع بالإسهام في العملية الإنتاجية، فإذا كان الألم يمثل تكلفة العمل فان إنتاج السلع والخدمات يمثل العائد من العمل.

وإذا كان العمل لا يهدف في النهاية إلى الإنتاج فانه لا يعتبر عملا من الناحية الاقتصادية.
أنواع العمل:
العمل ليس عنصر متجانس بل يختلف من مهنة إلى أخرى، كذلك يختلف داخل المهنة الواحدة. وينقسم إلى:
1. أعمال يدوية: تعتمد على الجهد العضلي إلى حد كبير.
2. أعمال ذهنية: تعتمد على المعرفة والخبرة الفكرية.

في الحقيقة لا نجد عمل يدوي يخلو من الجانب الذهني ولا يوجد عمل ذهني يخلو من الجانب العضلي.
وهناك تقسيمات أخرى إلى أعمال تنفيذية وأعمـال إشرافية.
التخصص وتقسيم العمل
- أولا: التخصص وهو أن يتخصص الإنسان في مهنة واحدة لإنتاج سلعة أو خدمة، إما نجار أو زارع أو صانـع أو غير ذلك، وقد يقوم بإنتاج نوع واحد من السلع ويحصل على بقية احتياجاته من التبادل والمقايضة.

أهمية التخصص:
1. زيادة الكفاءة الاقتصادية من خلال خلق مزايا جديدة لدى الأفراد
2. زيادة القدرة على الابتكار والاختراع.
3. زيادة الخبرة العميقة لدى الأفراد.

- ثانيا: تقسيم العمل: يقصد به أن ينقسم إنتاج السلعة الواحدة إلى عدد من المراحل لكل مرحلة جزئية عامل، أي أن تقسيم العمل يتم داخل المهنة الواحدة بقصد إنتاج سلعة واحدة أو خدمة واحدة، ولقد ارتبط تقسيم العمل بإدخال الآلة في عمليات الإنتاج.

حيث أن تقسيم العملية الإنتاجية إلى عمليات جزئية سهل استخدام الآلة لتقوم بها بدلا من أن يقوم بها الحرفي.
مزايا تقسيم العمل:
1. زيادة المهارة في أداء الأعمال، وذلك لتبسيط الأعمال المطلوبـة.
2. تنظيم العمل بشكل أكفاء من حيث التوقيت والتتابـع والإشراف.
3. توفير الوقت وتقليل الفاقد أثناء انتقال العامل من عملية إلى أخرى.
4. تسهيل استخدام الآلة نتيجة لتقسيم العملية الإنتاجية إلى عدة عمليات جزئية.
5. كل ما سبق يؤدي إلى زيادة الكفـاءة الإنتاجية وزيادة الإنتاج.

- المبالغة في تقسيم العمل لها عيوب وخاصة من الناحية النفسية

1. الملل من تكرار نفس العمل الواحد لمرات عدة.
2. يفقد العامل إحساسه بالمتعة في العمل نتيجة عمله لأنه يقوم بعملية جزئية فقط على عكس العامل الحرفي الذي يقوم بإنتاج السلعة كلها.

## الطبيعة (الأرض)
الإنسان لا يخلق المادة، المادة لا تستحدث ولا تفني
ويقتصر دور الإنسان علي خلق المنافع ولذلك فهو يحتاج إلى الطبيعة من اجل الإنتاج وخلق المنافع.
يقصد بالطبيعة كل الموارد والقوي التي يجدها الإنسان دون جهد مـن جانبـه
وهي تشمل (الأرض – المناجم – الغابات – ومساقط المياه – ومصايد الأسماك …….. الخ)
ويلاحظ علي الطبيعة «الأرض»:
الأول: إنها هبة من الله دون جهد إنساني ولذلك فهي عنصر كرم ومصدر تفاؤل.
الثاني: إنها محدودة الكمية وما تفرضه من قيود على الإنسان (الاختياروالتضحية)وبالتالي فهي مصدر للتشاؤم
الموارد الطبيعية والنشاط الاقتصادي:
يتحدد النشاط الاقتصادي لأي جماعة علي عنصر الطبيعة إلى حد كبير
حيث نجد أن الموقع والمناخ يؤثران على نوع النشاط الاقتصادى إلى حد كبير:
- وجود المناجم حيث تقام حرفة التعدين.
- وجود الأرض الخصبة تقوم حرفة الزراعة.

ليس معني ما سبق أن هناك حتمية جغرافيـة أو إن الإنسان أصبح عبـدا للطبيعة
فالواقع أن قيود الموقـع والمكان أصبحت اليوم محدودة بفضل التجارة الدولية،
التي أسهمت بدور كبير في تخفيف حدة الموقع وأثره علي النشـاط الاقتصـادي.
خصائص الطبيعة
1. ندرة الموارد جعل استخدامها لهدف واحد والتضحية بالأهداف الأخرى (تكلفة الفرص الضائعة).
2. تخضع الموارد للملكية «خضوعها للحقوق القانونية»، تلك السلطة التي تسمح باختيار هدف والتضحية ببقية الأهداف.
3. هبة من الله، ومع ذلك لا يمكن استغلالها إلا بواسطة الإنسان، فالمناجـم لا تعطي ما بداخلها إلا بعد تشييد ممرات وأنفاق.والأرض الزراعية تحتاج إلى كثير من الإعداد والعمل قبل أن تصبح صالحة للزراعة.(تكاد أن تكون الطبيعة مصنوعة)
4. غير قابلة للهلاك «المادة لا تفني» ولكن تتعرض للإهدار

مثل ما يحدث مـن تلويث مياه الأنهار أو البحار ومشاكل التصحر والجفاف، وهـذا مـا يجعـل الطبيعة أقل صلاحية للإنسان وحاجاته، وهذا يرجع إلى أن المـوارد الحـرة متاحة للجميع، فتتعرض للإهدار، لذلك علي الحكومـات أن تضـع القيـود لحماية تلك الموارد الحرة، رغم إن الموارد غير قابلة للهلاك ولكنها يمكن أن تتحول إلى صورة أخرى أقل صلاحية للإنسان.
فكرة الحق (الملكية)
- الحق سلطة قانونية تمكن صاحبها من التصرف في المورد، وبدون هذا الحق يمكن للمورد أن يتعرض للإهدار وعدم الاستقرار.
- حيث أن المورد يمكن أن يستغل في أكثر من هدف لذلك يجب أن تكون هناك اختيار في استغلال المورد وطالما هناك اختيار فلابد أن تكون هناك سلطة تسمح بالاختيار وهي المالك.
- وهكذا طالما هناك موارد نادرة يقتضي ذلك وجود فكرة الحقوق العينية
- والملكية فكرة قديمة حيث كانت هناك الملكية الشائعة في القبيلة من خلال الجماعات البدائية، * أما اليوم فهناك الملكية الحديثة، وليس من الضروري أن تكون الملكية خاصة بل هناك الملكية العامة.

ومعظم الدول اليوم تأخذ بصورة الملكية العامة للعديد من الموارد الطبيعية ذات النفع العام أو التي لها بعد إستراتيجي كما في الثروات المعدنية في باطن الأرض أو الغابات …. الخ.
رغم أن الهواء من الموارد الحرة ولا يثير مشكلة إلا أننا نجده أحيانا مورد نادر لما قد يلحق بالهواء من تلوث وإهدار ولذلك يجب أن يخضع لنوع من الملكية العامة لضمان الحماية.

## رأس المال
في البداية كان الإنسان يستخدم جهده البشرى للحصول على احتياجاته من الطبيعة مباشرة ولكن مع التطور البشرى اكتشف انه لو استخدم هذا الجهد لإنتاج آلات وأدوات تساعده على الإشباع سوف يستغل إمكانياته بشكل أفضل كأن يصنع سهما يصطاد به الحيوان.
وهنا تأكد للإنسان بأنه إذا أستخدم جهدا لإنتاج غير مباشر (أي لا يشبع حاجاته مباشرة) سوف يتزايد إنتاجه وهذا ما يسمى براس المال.
رأس المال: مجموعة غير متجانسة من الآلات والمعدات والأجهزة المصنوعة التي تساعد على زيادة الإنتاج وخلق مزيد من السلع والخدمات.
إذن فرأس المال هو مجموعة غير متجانسة من الآلات والمعدات والتي تساعد في عملية الإنتاج وتزيد من حجمه.بدلا من أن يقوم الإنسان بإنتاج سلع وخدمات مباشرة يقوم بإنتاج سلع وسيطـة وآلات.
ويستمد راس المال قيمته من خلال قدرته على زيادة الإنتاج في المستقبل ولذلك يمكن أن نقول أن راس المال يدخل فكرة الزمن في النشاط الاقتصادى كما أدخلت الطبيعة فكرة المكان في النشاط الاقتصادى أيضا.
خصائص رأس المال
1. رأس المال من صنع الإنسان وهو غيـر دائـم ويستهلك (بينما الطبيعة في الأصل دائمة).
2. صورة من صور الإنتاج غير المباشر. حيث انه يعنى عدم توجيه بعض الموارد للإشباع المباشر، بل لإنتاج آلات وأدوات تساعده على زيادة الإنتاج في المستقبل.
3. يتوافر رأس المال لدى الدول المتقدمة بعكس الدول المتخلفة حيث يرتبط تقدم الدول بحجم رأس المال المتوافر لديها، ولذلـك فالتنمية الاقتصادية تتطلب إلى حد كبير مزيدا من رأس المال، وأيضا هناك أمور أخرى تتطلبها التنمية الاقتصادية كمدى تطور العنصر البشرى وأيضا النظم الإدارية والقانونية.
4. يتطلب رأس المال دائما الحماية حيث انه غير دائم (مشكلة استهـلاك رأس المـال.رأس المال من صنع الإنسان وغير دائم (أي انه يستهلك)، ونجاح أي نظام اقتصادى يعتمد على قدرته على تعويض استهلاك راس المال بنوعيه وهذا التعويض يمثل أكبر المشكلات الصناعية في العالم.

تذكر جيدا الطبيعة لا يمكن استهلاكها بشكلها المباشر، أي يجب أن يتدخل الإنسان لتصبح صالحة للاستهلاك (أي يجب بذل الجهد من اجل استخدام كل من الطبيعة وراس المال)، وهكذا نجد أن الفارق بين الطبيعة ورأس المال دقيق جدا.
ومن هنا قام بعض الاقتصاديين تقسيم عناصر الإنتاج إلى قسميـن:
- الأول وهو العمل
- الثاني وهو رأس المـال.(باعتبار أن الطبيعة تكاد أن تكون مصنوعة)

أنواع رأس المال
- أولا: رأس المال الثابت (الأصول الإنتاجية)

وهي الآلات والمعدات، وهذه يمكن استخدامها لمرات عديدة دون أن تفقد خصائصه الأساسية ولكن تتعرض للاستهلاك وهـو نوعـان:
1. استهلاك مادي: أي يصيبها التلف أو التآكل بمرور الوقت وبالطبع يمكن إعادتها إلى حالتها الأولى.

و لكل آلة أو أداة عمر محدود ولذلك علي أي نظام اقتصادي أن يعمل علي تعويض هذا الاستهـلاك.
1. الثاني: استهلاك اقتصادي

وهو يحدث لسببين:
1. ظهور آلات جديدة تقوم بالإنتاج بشكل أفضل «نتيجة التقدم الفني»
2. تغير أذواق المستهلكين حيث يقل الطلب على السلعة.

وعند الاستهلاك الاقتصادي لا يمكن إعادة رأس المال كما كـان رغـم صلاحية الآلات من الناحية الماديـة.
- ثانيا: رأس المال المتداول «رأس المال الجاري».

ويقصد به السلع الوسيطة، وهي تستخدم مرة واحدة وتختفي في شكل السلعة المنتجة كالمواد الأولية المواد البسيطة والوقود.